# Chaudhúrids
Els chaudhúrids (Chaudhuriidae) són una família de peixos teleostis de l'ordre dels simbranquifomes. Són petits d'aigua dolça. Les deu espècies més conegudes són de la mateixa mida que els cucs de terra, d'aquí el nom de la família. Mentre una espècie, Chaudhuria caudata, va ser documentada de Inle Lake per Nelson Annandale el 1908, les altres han estat només documentats des de 1970, tots entre Índia i Corea.
Ni les aletes dorsal ni anal tenen espines, i en Nagaichthys i en Pillaia s'han fusionat amb l'aleta caudal; en els altres gèneres l'aleta cabal és petita però separada. Els cossos no tenen escates. Els pocs exemplars trobats fins ara no són de més de 8 cm, i Nagaichthys filipes és conegut per arribar als 3,1 cm. L'ull és petit cobert d'una pell gruixuda.
Gairebé no se sap res dels hàbitats i biologia de Chaudhuriidae.
El nom de la família Chaudhuriidae ve del nom local del peix en birmà.

## Classificació
La família inclou deu espècies dins de sis gèneres:
- Gènere Bihunichthys Kottelat i Lim, 1994
  - Bihunichthys monopteroides Kottelat i Lim, 1994
- Gènere Chaudhuria Annandale, 1918
  - Chaudhuria caudata, Annandale, 1918
  - Chaudhuria fusipinnis Kottelat i Britz, 2000
  - Chaudhuria ritvae Britz, 2010
- Gènere Chendol Kottelat i Lim, 1994
  - Chendol keelini Kottelat i Lim, 1994
  - Chendol lubricus Kottelat i Lim, 1994
- Gènere Garo Yazdani & Talwar, 1981
  - Garo khajuriai (Talwar, Yazdani & Kundu, 1977)
- Gènere Nagaichthys Kottelat i Lim, 1991
  - Nagaichthys filipes Kottelat i Lim, 1991
- Gènere Pillaia Yazdani, 1972
  - Pillaia indica, Yazdani, 1972
  - Pillaia kachinica Kullander, Britz & Fang, 2000